# 公共用地の取得に関する特別措置法
公共用地の取得に関する特別措置法（こうきょうようちのしゅとくにかんするとくべつそちほう、昭和36年6月17日法律第150号）は、土地の取得に関する日本の法律で、土地収用法に対する特例法である。

## 概要
公共の利害に特に重大な関係があり、かつ緊急に施行することを要する特定公共事業に必要な土地等の取得に関し、土地収用法の特例等について規定し、これらの事業の円滑な遂行と土地等の取得に伴う損失の適正な補償の確保を図ることを目的としている。 
対象となる特定公共事業として第2条で以下のものがあげられている。
1. 高速自動車国道、一般国道
2. 幹線鉄道の主要区間
3. 成田国際空港、東京国際空港、中部国際空港、関西国際空港
4. 交通混雑緩和対応の主要な交通網等
5. 需要急激増加対応の主要な市外通話幹線路の中継電話施設
6. 主要な治水施設、大規模な利水施設
7. 主要な発電施設、送電変電施設
8. 公共の利害に重大な関係があり整備の緊急性がある施設
9. 特定公共事業のために欠くことができない通路、橋、鉄道、軌道、索道、電線路、水路、池井、土石の捨場、材料の置場、職務上常駐を必要とする職員の詰所又は宿舎その他の施設

## 背景
1964年東京オリンピック関連施設建設のため、土地収用法よりも迅速な公共事業用地取得を可能にすることを目的として制定された。